# Mărturie pentru viitor
Mărturie pentru viitor este un film românesc din 1975 regizat de Nicolae Cabel.